# فيل تراب
فيل تراب (بالإنجليزية: Wil Trapp)‏ (15 يناير 1993 بغاهانا في الولايات المتحدة - ) هو لاعب كرة قدم أمريكي في مركز الوسط. شارك مع منتخب الولايات المتحدة تحت 18 سنة لكرة القدم ومنتخب الولايات المتحدة تحت 20 سنة لكرة القدم ومنتخب الولايات المتحدة تحت 23 سنة لكرة القدم ومنتخب الولايات المتحدة لكرة القدم. أما مع النوادي، فقد لعب مع كولومبوس كرو.

## وصلات خارجية
- فيل تراب على موقع الدوري الأمريكي (الإنجليزية)
- فيل تراب على موقع قاعدة بيانات كرة القدم.إي يو (الإنجليزية)
- فيل تراب على موقع ناشيونال فوتبول تيمز (الإنجليزية)
- فيل تراب على موقع Soccerbase.com (لاعب) (الإنجليزية)
- فيل تراب على موقع Soccerway.com (الإنجليزية)
- فيل تراب على موقع عالم كرة القدم.نت (الإنجليزية)